# 泉福寺 (印西市)
泉福寺（せんぷくじ）は、千葉県印西市岩戸にある真言宗豊山派の寺院。

## 薬師堂
寄棟造、茅葺の三間仏堂で、新和様と禅宗様（唐様）を混用した折衷様、古材の保存状況も良く、中世の関東地方の建築の流れを知る上で重要な遺構である。室町時代の弘治2年（1556年）焼失後、再建された。昭和56年（1981年）に行われた解体修理により、江戸時代の貞享2年（1685年）現在地に移築されたことがわかる。
昭和52年（1977年）6月27日に重要文化財に指定された。

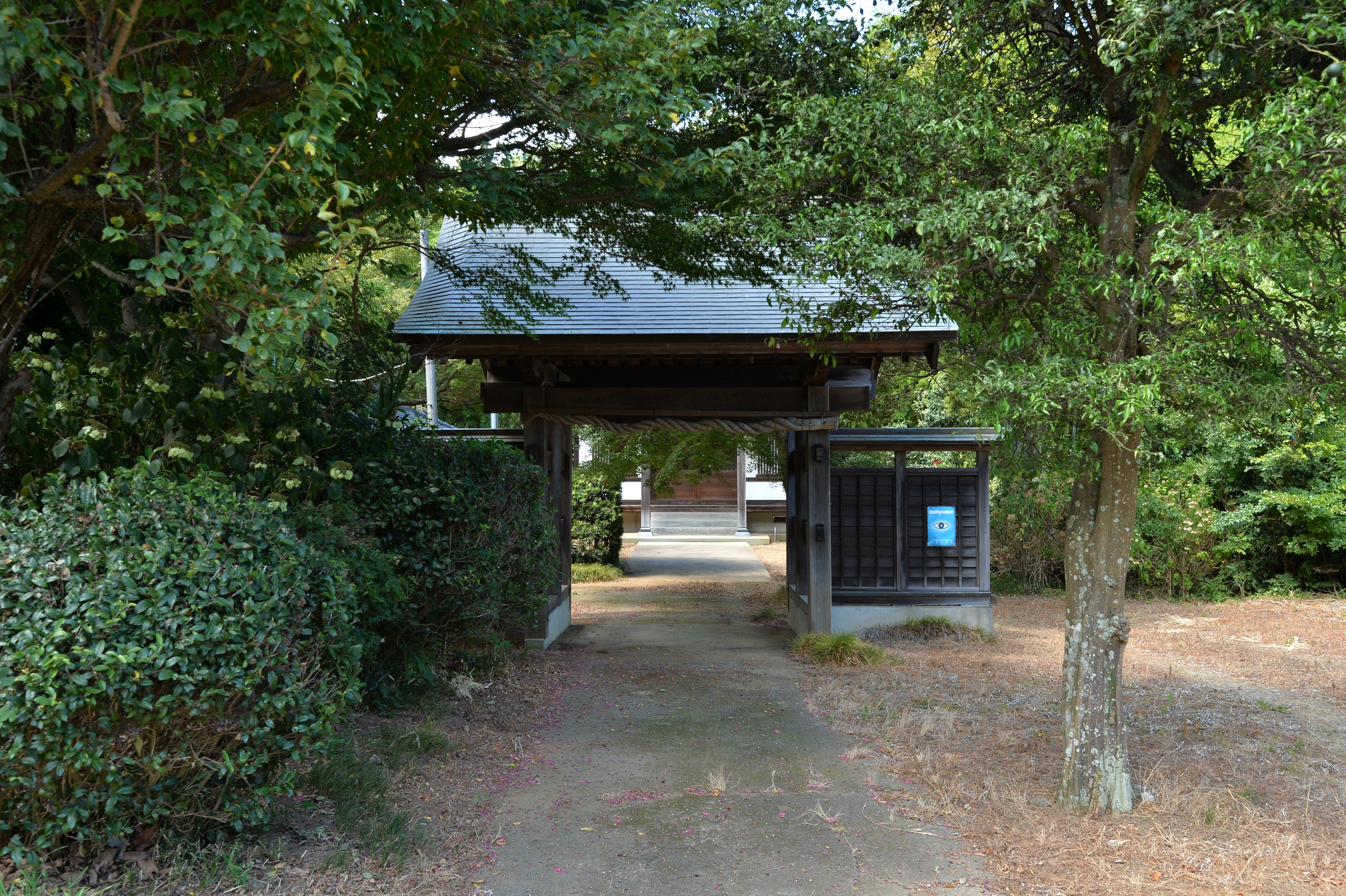
山門
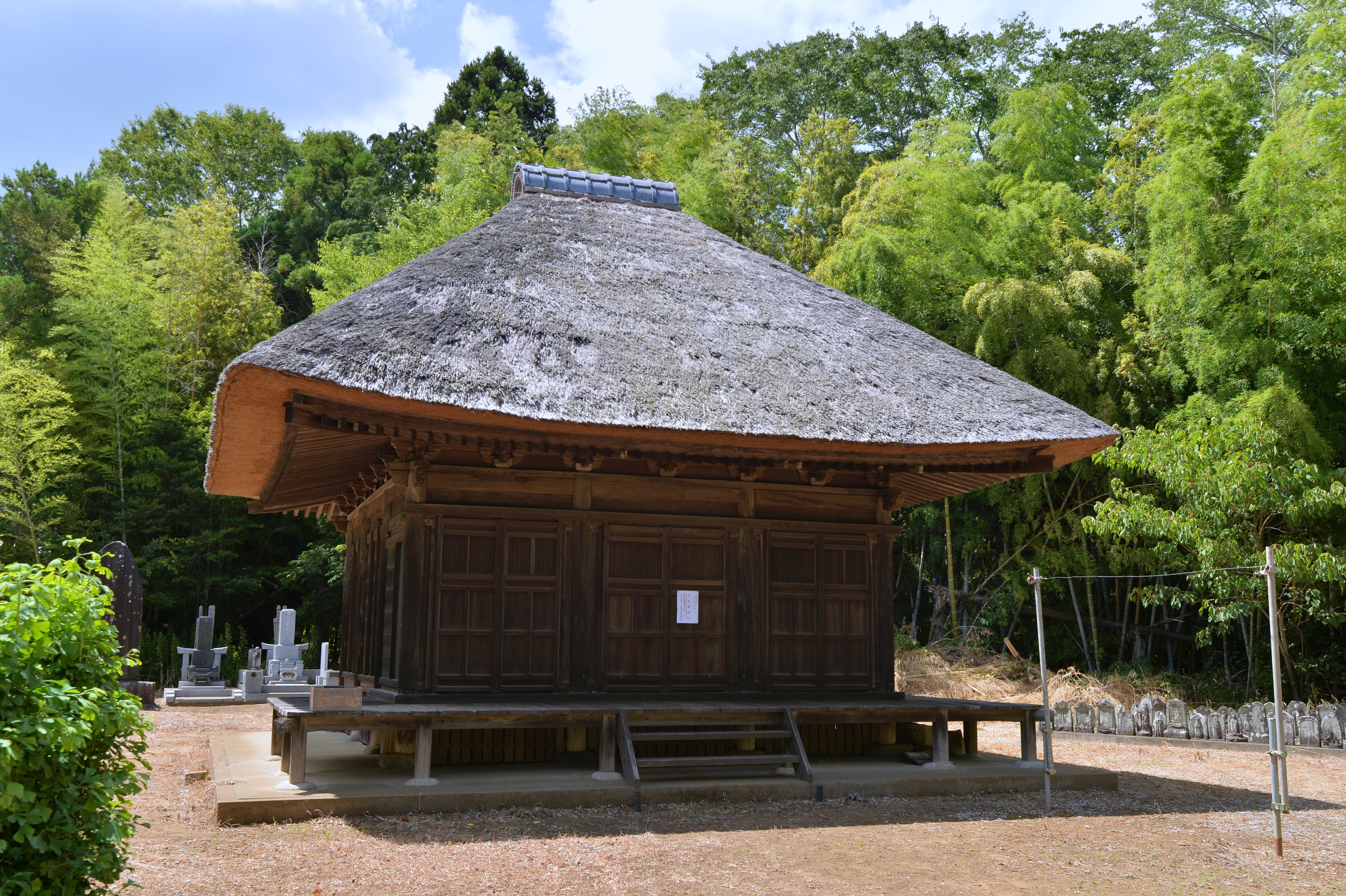
薬師堂

## 文化財

### 重要文化財（国指定）
- 薬師堂 - 室町時代後期（1467年-1572年）の建立。桁行三間、梁間三間、一重、寄棟造、茅葺。昭和52年（1977年）06月27日指定。

## アクセス
北総鉄道北総線の印西牧の原駅からタクシーで15分。